# 汉斯-约阿希姆·克莱因
汉斯-约阿希姆·克莱因（德語：Hans-Joachim Klein，1942年8月20日—），德国男子游泳运动员。他曾代表德国联队参加1960年和1964年夏季奥林匹克运动会游泳比赛，获得三枚银牌和一枚铜牌。